# 丹地保留劇目劇院

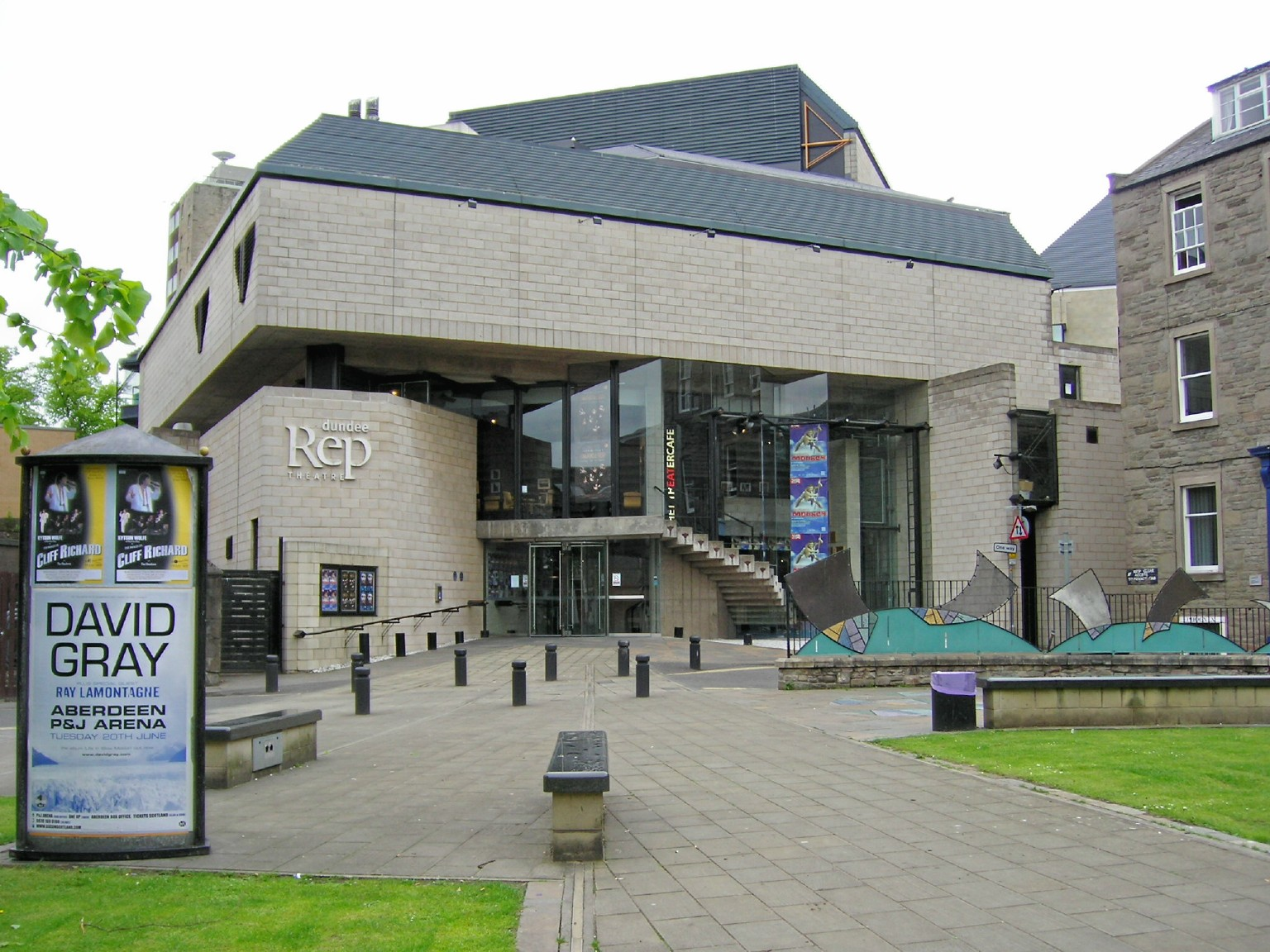
2006年的丹地保留劇目劇院

丹地保留劇目劇院（英語：Dundee Repertory Theatre）是一座位於蘇格蘭鄧迪的劇院和藝術公司，除了創作戲劇外，亦會每年演出至少六個自己作品的戲劇。此外還會有來自英國各地的劇團來這裡演出，包括戲劇、音樂劇、音樂廳舞蹈、兒童戲劇、喜劇、爵士乐和歌劇。劇院被認為是英國最佳的地方劇院之一 ,每年吸引鄧迪各階層的人、超過70,000名觀眾到訪。丹地保留劇目劇團和苏格兰舞蹈剧场亦此劇院為根據地。

## 歷史
丹地保留劇目劇院在1979年1月開始動工興建，由鄧迪大學捐出一塊土地興建。然而由於通貨膨脹使資金不足，興建工作一度暫停，於是發起公眾籌款，在六星期內已籌得£60,000，最終共£200,000，遠遠超出預期金額。劇院於1982年4月8日啟用，設有455座的表演廳。劇院在1984年獲得公民信托奖和1986年獲得英國皇家建築師學會建築獎（RIBA Architecture Award）。